# Helene Klostermann
Helene Luise Klostermann (* 29. Juli 1858 in Messina; † 27. Mai 1935 in Putbus) war eine deutsche Pädagogin, die sich vor allem für den Kindergarten und die Verbreitung der Pädagogik Friedrich Fröbels einsetzte.

## Leben und Wirken
Sie war das zweite von vier Kindern des Kaufmanns Julius Klostermann und dessen Ehefrau Emilie, geb. von Gonzenbach. Ihre Kindheit war denkbar glücklich inmitten eines frohen Geschwisterkreises, umhegt und umsorgt von Eltern, die sie liebt und verehrt – in der großen Stadtwohnung, deren dicke Mauern im Sommer Kühle, im Winter Wärme schenken, und noch lebhafter empfunden und erinnert, im Landhaus draußen, das die Familie im Frühjahr und Herbst aufnimmt. Nach dem frühen Tod der Mutter heiratete der Vater erneut. Aus der Ehe gingen noch drei weitere Kinder hervor. Zu der Stiefmutter und den Halbgeschwistern hatte sie zeitlebens eine innige Beziehung. Helene Klostermann besuchte von 1872 bis 1874 die private Höhere Töchterschule ihrer Tante, die diese in Bonn gegründet hatte und leitete. Nach ihrer Rückkehr ins Elternhaus führte sie das Leben einer höheren Tochter und bildete sich vor allem im musischen Bereich weiter. Im Frühjahr 1878 kehrte sie erneut nach Bonn zurück, um sich an der Ausbildungsstätte ihrer Tante zur Lehrerin auszubilden. Kurze Zeit unterrichtete Helene Klostermann an der Bonner Schule, anschließend ihre jüngeren Geschwister. Nachdem ihre Familie nach Berlin übergesiedelt war, löste sie sich vom Elternhaus und übernahm Aufgaben als Erzieherin in Irland, England und Brasilien. Vier Jahre war Helene Klostermann als Sekretärin in Neapel tätig. Dort lernte sie Adele von Portugall kennen, die sie für die Fröbelpädagogik und den Kindergarten begeisterte.
Im Jahre 1898 ging Helene Klostermann nach Bonn und übernahm die Leitung der Bildungsstätte ihrer Tante. Dieser fügte sie bald einen Kindergarten und zwei Elementarklassen an, ebenso ein Kindergärtnerinnen- und Lehrerinnenseminar. 1922 gab sie die Leitung der Institution an eine ihrer Schülerinnen ab und zog sich in ihr Haus auf der Insel Rügen zurück. Bis zum Tod galt ihr Interesse der Archivierung des Nachlasses von Friedrich Fröbel im Fröbel-Haus in Bad Blankenburg.
Helene Klostermann war eine eifrige Fröbeljüngerin, die sich auch in die in den 1920er Jahren heftig geführte Montessori-Fröbel Diskussion einmischte. Diesbezüglich lehnte sie die vorgeschlagene Montessori-Fröbel Synthese ab, „da die Voraussetzung einer Spielpflege bei Montessori nicht gegeben sei“.
Die Pädagogin hielt unzählige Referate über Fröbel und verfasste mehrere Schriften über ihn und seine Idee des Kindergartens. Über den bedeutenden Pädagogen konstatierte sie 1926:

„Was die Gegenwart tastend sucht in Erziehung und Unterricht, mit Staunen sieht sie es bei Fröbel vorgebildet, wenn sie in seine Schriften eindringt. Was sie ersehnt an Einigung aus unerträglicher Vereinzelung, an Lösung aus quälenden Spannungen, Fröbel hat es gleichsam vorausgeahnt und hat hingewiesen auf den Weg, der einzig zum Leben führt, weil es der Weg des Erlebens ist.“

Helene Klostermann gehörte seit 1907 zum Vorstand des Deutschen Fröbel-Verbandes, dessen  Vorsitzende sie von 1918 bis 1923 und anschließend Ehrenvorsitzende war.

## Werke (Auswahl)
- Einfluß auf die Entwicklung des Volkscharakters durch die Pflege der Selbsttätigkeit in Kindergarten und Schule, in: Kindergarten 1920, S. 57–69
- Montessori und Fröbel, in: Kindergarten 1920, S. 155–157
- Zum neuen Jahr, in: Kindergarten 1921, S. 1–3
- Fünfzig Jahre Fröbel-Verband, in: Kindergarten 1913, S. 1–3
- Henriette Schrader-Breymann, in: Kindergarten 1923, S. 45–48
- Kann uns Fröbel Wege weisen aus unserer Not?, in: Kindergarten 1924, S. 125–129
- Die seelischen Bedürfnisse des kleinen Kindes, in: Kindergarten 1925, S. 209–218
- Ausgangspunkt und Zielsetzung der frühkindlichen Entwicklung bei Fröbel und Montessori, in: Die  Erziehung 1927, S. 395–414
- Friedrich Fröbels Werdegang und sein Wirken als Knabenerzieher, Leipzig 1927
- Fröbels Idee des Kindergartens, wie sie sich in der Lebens- und Weltanschauung ihres Schöpfers darstellte, in: Kindergarten 1927, S. 222–227
- Der Name "Kindergarten" eine Offenbarung, in: Kindergarten 1928, S. 213–217
- Friedrich Fröbels Ideen über das Spiel des Kindes, in: Kindergarten 1932, S. 83–88
- Friedrich Fröbel, in Kindergarten 1935, S. 162–163